# Dirt Room
«Dirt Room» — песня американской рок-группы Blue October, первый сингл с пятого альбома Approaching Normal.

## История
Песня «Dirt Room» написана Джастином Фёрстенфелдом. В ней рассказывается об истории, случившейся с группой по окончании гастрольного тура в поддержку альбома Foiled. Некий Майкл Рэнд, бывший в 1999-2001 годах одним из менеджеров Blue October, подал на Джастина Фёрстенфелда в суд иск в размере 1,5 миллиона долларов, утверждая, что он является автором таких песен как Hate Me, Into The Ocean и некоторых других. Судебные разбирательства продолжались около года и Джастин добился того, что мошенник отправился за решетку. Кроме того, по старой традиции, месть он воплотил в виде песни «Dirt Room».
Песня была выпущена в виде цифрового релиза 23 декабря 2008 года. В середине января сингл попал на радио.
Премьера клипа состоялась на сайте «Yahoo! Music» 27 января. Режиссёром стал Кевин Керслейк. Видео представляет собой историю о том, как грабитель (его играет Джастин Фёрстенфелд) проник в дом, но был пойман хозяйкой. Она его обмотала скотчем и сбросила в предварительно вырытую могилу, где его позже обнаружили полицейские. Также в клипе присутствует сама группа Blue October, выступающая в гостиной этого дома.
В 2011 году песня вышла на концертном акустическом альбоме Ugly Side: An Acoustic Evening with Blue October

## Запись песни
В данной песне использован звук неисправного гитарного усилителя. Гитарист Си Би Хадсон объясняет это так: "Во время записи усилитель Райана сломался и издавал жуткие звуки. Мы решили их записать, а потом использовали их в песне. Именно эти звуки вы можете услышать сразу после первого припева".
В создании песни принимала участие вся группа, а не только вокалист Джастином Фёрстенфелдом. Группа считает, что песня родилась во время репетиции.

## Сингл в чартах
| Чарт (2009)                               | Высшая позиция |
| ----------------------------------------- | -------------- |
| U.S. Billboard Hot Modern Rock Tracks     | 7              |
| U.S. Billboard Hot Mainstream Rock Tracks | 31             |

## Участники записи
- Джастин Фёрстенфелд — стихи, вокал, гитара, арт-директор
- Райан Делахуси — скрипка, мандолина, клавишные, бэк-вокал
- Джереми Фёрстенфелд  — барабаны, перкуссия
- Си Би Хадсон — гитара, бэк-вокал
- Мэтт Новески — бас-гитара, акустическая гитара, бэк-вокал